# Flirtea andina
Flirtea andina is een hooiwagen uit de familie Cosmetidae.